# Țara Litua
Țara Litua (sau Lytua) a fost o țară în jurul Severinului și până la Olt. Prima mențiune a țării este din 1247, voievod fiind Litovoi. Țara a existat până în 1330, când Basarab I a întemeiat Țara Românească. 

## Istorie

### Descălecarea
Bezerenbam a fost primul posibil conducător al Țării Litua. Acesta a fost menționat de Rashid al-Din Hamadani in Jami' al-tawarikh (1241), descris ca fiind conducătorul Țării Ilaut (Oltenia) și fiind înfrânt de mongoli, alături de Mișelav. Unii istorici (precum Alexandru D. Xenopol și Bogdan Petriceicu Hasdeu) consideră că numele este o formă distorsionată a "banul Basarab". Xenopol, considera că Bezerenbam era aceeași persoană ca și Litovoi. Giurescu considera, în schimb, că numele este o formă distorsionată a titlului de Ban al Severinului (Latin: Terra Zeurino). Alți istorici consideră că Bezerenbam era predecesorul lui Litovoi.

### Războiul cu Ungaria
Litovoi este primul voievod știut să fii condus Țara Litua, după cum menționează Diploma Ionaiților. Această dădea teritorii Cavalerilor Ospitalieri în Severin și Cumania, “[în]afară de teritoriul cnezatului voievodului Litovoi, pe care îl lăsăm olatilor ” pe care regele l-a lost românilor “așa cum l-au stăpânit aceștia și până acum”. Diploma mai menționează și cnezatele lui Farcaș și Ioan, dar și pe un voievod numit Seneslau. Se pare că Litovoi era cel mai puternic dintre cei menționați, deoarece teritoriile sale erau scutite de Cavalerii Ospitalieri. Deși numele lui Litovoi este de origine slavică, în diploma regelui se menționează că este "vlah". Conform istoricului Ioan-Aurel Pop, regele Béla al IV-lea al Ungariei (1235–1290) a luat Hațegul de la Litovoi înainte de 1247.
În 1277, Litovoi era într-un război cu maghiarii pentru teritorii luate de regele Ladislau al IV-lea Cumanul (1272–1290), dar pentru care Litovoi refuzase să plătească tribut. În 1279, Litovoi a fost ucis într-o bătălie, după cum menționează o scrisoare a regelui datată la 8 ianuarie 1285, în care regele Ladislau al IV-lea a donat sate în Comitatul Șaroș lui Baksa György, care a fost trimis să lupte împotriva lui Litovoi. Ioan-Aurel Pop consideră că acel Litovoi menționat în diploma din 1247 nu a fost același ca acel Litovoi despre care în 1285 se spune că a murit în 1277, ci că acesta i-a fost probabil succesor. Aceeași scrisoare spune că fratele și succesorul lui Litovoi, Bărbat a fost luat ca prizonier și trimis la curtea regală unde a fost forțat să plătească tribut și să recunoască suzeranitatea maghiară. După aceea, Bărbat s-a întors în țara sa.

### Suzeranitatea maghiară
Fiul și succesorul lui Bărbat, Thocomer și-a început domnia in 1290. Istoricii Constantin C. Giurescu și Ioan-Aurel Pop asociază numele cu slavicul "Tihomir", pe când Neagu Djuvara asociază numele cu numele cuman "Toq-tämir". Identitatea sa este controversată, deoarece numele său este menționat doar odată în sursele istorice, într-o diplomă făcută în 1332 de regele Carol Robert de Anjou, ca fiind tatăl lui Basarab: "schismaticul Basarab, fiul lui Thocomer, infidelul nostru vlah" ("Basarab, filium Thocomerii, scismaticum, infidelis Olahus Nostris"). Istorici precum Constantin C. Giurescu și Neagu Djuvara, consideră că Thocomer a fost aceeași persoana ca și Radu Negru, pe când Ioan-Aurel Pop consideră că Thocomer i-a fost predecesor, care mai scrie și că amândoi s-au revoltat de mai multe împotriva suzeranității maghiare.

### Războiul pentru independență
Basarab l-a urmat pe tatăl său cândva înainte de 1324, când Carol Robert l-a menționat ca "voievodul nostru al Valahiei". O cartă regală ce datează din 18 iunie 1325 îl descrie pe Basarab ca fiind "neloial Sfintei Coroane a Ungariei", arătând că acesta îl trădase pe rege. O altă cartă regală din 1329 îl numea pe Basarab, alături de bulgari, sârbi și tătari ca fiind inamici regelui. În 1330, Mihail al III-lea al Bulgariei a atacat Serbia, acompaniat de români, care, după o scrisoare scrisă de Ștefan Dușan al Serbiei, erau conduși deBasarab. Războiul a fost pierdut de bulgari la Bătălia de la Velbužd și Carol Robert, avantajându-se de faptul că aliații lui Basarab erau slăbiți, a decis să își obțină înapoi suzeranitatea în Țara Românească. Regele a capturat Cetatea Severinului și a numit un Ban de Severin în septembrie 1330. Cronica pictată de la Viena spune că Basarab i-a oferit 7.000 de arginți ca și compensare, alături de un tribut anual regelui și de a își trimite un fiu la curtea regală de la Vișegrad. Carol Robert a refuzat și și-a continuat campania, el și ostașii săi înfruntându-se cu foame, în timp ce călătoreau printr-o regiune slab populată în drumul spre Curtea de Argeș. După aceea, regele a fost forțat să semneze un armistițiu și a început să se retragă în Ungaria, dar, pe 9 noiembrie, Basarab și oastea sa i-au ambuscat pe maghiari la Bătălia de la Posada, undeva în Carpații Meridionali. Stând pe dealurile de deasupra bătăliei, românii trăgeau cu săgeți și aruncau cu pietre în oastea maghiară de jos. Oastea maghiară a fost decimată, iar regele abia a scăpat.

## Conducători
| Nume        | Domnie        |
| ----------- | ------------- |
| Bezerenbam  | fl. 1241      |
| Litovoi     | fl. 1247–1279 |
| Bărbat      | 1279–1290     |
| Thocomerius | 1290–1310     |
| Basarab     | 1310–1352     |